# Hisako (księżniczka)
Księżniczka Hisako (jap. 憲仁親王妃久子 Norihito Shinnōhi Hisako; ur. 10 lipca 1953 w Tokio) – japońska księżniczka, małżonka księcia Norihito. Przynależy do japońskiej rodziny cesarskiej Takamado. Przed poślubieniem księcia nazywała się Hisako Tottori (jap. 鳥取久子 Tottori Hisako).

## Życiorys
Urodziła się 10 lipca 1953 roku w Shirokane, okręgu Minato w Tokio, jako córka biznesmena Shigejiro Tottori i jego małżonki Fumiko. Z uwagi na pracę ojca mieszkała w Stanach Zjednoczonych, Anglii i Francji. Studiowała sinologię, antropologię i archeologię w Girton College w Cambridge.
23 kwietnia 1984 roku na bankiecie w ambasadzie Kanady poznała księcia Norihito, który był o rok młodszy od niej. Ceremonia zaręczyn nastąpiła 17 września tego samego roku, a ceremonia zaślubin miała miejsce 6 grudnia w Pałacu Cesarskim. Tegoż dnia, powstał również ród cesarski Takamado. W 2002 roku jej mąż książę Norihito nagle zmarł, a ona została głową rodziny Takamado. Od tego czasu pełni różne funkcje, a także aktywnie działa w różnych organizacjach.
Para miała trzy córki:
- księżniczkę Tsuguko (ur. 8 marca 1986)
- księżniczkę Noriko (ur. 22 lipca 1988), która wychodząc 5 października 2014 za mąż za Kunimaro Senge, opuściła rodzinę cesarską i utraciła tytuł, przyjmując nazwisko męża
- księżniczkę Ayako (ur. 15 września 1990), która wychodząc 19 października 2018 za mąż za Kei Moriyę, opuściła rodzinę cesarską i utraciła tytuł, przyjmując nazwisko męża